# Gambrinus liga 2002/2003
Sezóna 2002/03 Gambrinus ligy byla 10. sezónou v samostatné české lize. Začala 24. července 2002 a skončila 31. května 2003.

## Konečná tabulka
| Poř. | Tým                     | Z  | V  | R  | P  | VG | OG | B  |
| ---- | ----------------------- | -- | -- | -- | -- | -- | -- | -- |
| 1.   | AC Sparta Praha         | 30 | 20 | 5  | 5  | 51 | 17 | 65 |
| 2.   | SK Slavia Praha         | 30 | 18 | 10 | 2  | 65 | 19 | 64 |
| 3.   | FK Viktoria Žižkov      | 30 | 14 | 8  | 8  | 38 | 33 | 50 |
| 4.   | FC Slovan Liberec (C)   | 30 | 14 | 8  | 8  | 43 | 36 | 50 |
| 5.   | FC Baník Ostrava        | 30 | 13 | 6  | 11 | 41 | 38 | 45 |
| 6.   | FK Teplice (P)          | 30 | 13 | 6  | 11 | 33 | 32 | 45 |
| 7.   | FC Tescoma Zlín (N)     | 30 | 11 | 9  | 10 | 34 | 41 | 42 |
| 8.   | 1. FC Synot             | 30 | 11 | 7  | 12 | 39 | 40 | 40 |
| 9.   | 1. FC Brno              | 30 | 10 | 9  | 11 | 35 | 31 | 39 |
| 10.  | FK Marila Příbram       | 30 | 9  | 12 | 9  | 34 | 30 | 39 |
| 11.  | SK Sigma Olomouc        | 30 | 8  | 10 | 12 | 29 | 33 | 34 |
| 12.  | FK Jablonec 97          | 30 | 7  | 13 | 10 | 29 | 39 | 34 |
| 13.  | SK České Budějovice (N) | 30 | 8  | 6  | 16 | 36 | 54 | 30 |
| 14.  | FK Chmel Blšany         | 30 | 7  | 7  | 16 | 28 | 39 | 28 |
| 15.  | FC Bohemians Praha      | 30 | 5  | 9  | 16 | 34 | 56 | 24 |
| 16.  | SK Hradec Králové       | 30 | 3  | 13 | 14 | 23 | 54 | 22 |

Poznámky:
- Z = Odehrané zápasy; V = Vítězství; R = Remízy; P = Prohry; VG = Vstřelené góly; OG = Obdržené góly; B = Body
- (C) = obhájce mistrovského titulu, (P) = vítěz Českého poháru, (N) = nováček (minulou sezónu hrál nižší soutěž a postoupil)

|  | Postup do předkola Ligy mistrů 2003/04 |
|  | Postup do předkola Ligy mistrů 2003/04 |
|  | Postup do Poháru UEFA 2003/04          |
|  | Postup do Poháru Intertoto 2003        |
|  | Sestup do 2. ligy 2003/04              |

## Soupisky mužstev
- V závorce za jménem je uveden počet utkání a branek, u brankářů ještě počet čistých kont

### AC Sparta Praha
Jaromír Blažek (25/0/14),
Michal Špit (5/0/3) –
Peter Babnič (3/0),
Miroslav Baranek (11/3),
Danijel Cesarec (3/0),
Tomáš Čížek (6/0),
Jan Flachbart (14/0),
Zdeněk Grygera (29/1),
Radim Holub (4/0),
Jiří Homola (13/1),
Martin Horák (2/0),
Tomáš Hübschman (29/0),
Jiří Jarošík (15/3),
Tomáš Jun (19/5),
Marek Kincl (20/3),
Vladimír Labant (5/0),
Pavel Mareš (10/2),
Rastislav Michalík (26/0),
Jiří Novotný (15/0),
Josef Obajdin (7/2),
Pavel Pergl (7/1),
Martin Petráš (21/1),
Karel Poborský (29/8),
Michal Pospíšil (23/7),
Libor Sionko (17/5),
Tomáš Sivok (15/1),
Pavel Zavadil (1/0),
Martin Zbončák (14/2),
Lukáš Zelenka (26/5) –
trenér Jozef Jarabinský (1.–15. kolo) a Jiří Kotrba (16.–30. kolo), asistenti Josef Pešice a Zdeněk Procházka (1.–15. kolo), Jan Stejskal a Jaroslav Šilhavý (16.–30. kolo)

### SK Slavia Praha
Radek Černý (25/0/13),
Michal Václavík (5/0/0) –
Adauto (22/7),
Radek Bejbl (26/1),
Richard Dostálek (29/7),
Lukáš Došek (28/0),
Tomáš Došek (29/10),
Patrik Gedeon (30/3),
Tomáš Hašler (1/0),
Jakub Hottek (3/0),
Tomáš Hrdlička (23/2),
Tomáš Jirásek (1/0),
David Kalivoda (5/0),
Matej Krajčík (2/0),
Tomáš Kučera (4/0),
Tomáš Kuchař (10/0),
Pavel Kuka (25/7),
Martin Müller (24/0),
Pavel Novotný (2/0),
Adam Petrouš (28/4),
Karel Piták (27/6),
Rudolf Skácel (28/8),
Radek Sláma (3/0),
Jan Suchopárek (3/0),
Tomáš Šilhavý (2/0),
Štěpán Vachoušek (28/8) –
trenér Miroslav Beránek, asistenti Pavel Trávník, Miroslav Jirkal a Jan Netscher

### FK Viktoria Žižkov
Pavel Kučera (13/0/5),
Petr Pižanowski (18/0/8) –
Jan Buryán (29/1),
Marián Dirnbach (28/2),
Kennedy Chihuri (26/2),
Roman Janoušek (26/3),
Maroš Klimpl (24/2),
Peter Krutý (12/0),
Marcel Lička (24/3),
Miroslav Mikulík (19/0),
Antonín Mlejnský (27/0),
Jan Novotný (10/0),
Tomáš Oravec (13/8),
Aleš Pikl (28/11),
Ondřej Prášil (1/0),
Jiří Sabou (29/1),
Radek Sionko (2/0),
Michal Starec (4/0),
Luděk Stracený (17/2),
Michal Ščasný (28/1),
Miroslav Šebesta (14/2),
Michal Šmarda (15/0),
Jiří Vávra (3/0) –
trenér Vítězslav Lavička, asistenti Jaroslav Šilhavý (1.–15. kolo) a Václav Hradecký (16.–30. kolo)

### FC Slovan Liberec
Zbyněk Hauzr (6/0/4),
Antonín Kinský (25/0/8) –
Juraj Ančic (19/0),
Lubomír Blaha (11/3),
Jan Broschinský (3/0),
Pavel Čapek (18/0),
Baffour Gyan (26/4),
Ivan Hodúr (18/3),
Miroslav Holeňák (28/0),
Filip Hološko (12/2),
Tomáš Janů (28/0),
Petr Johana (21/2),
Aleš Kočí (1/0),
Václav Koloušek (15/2),
David Langer (25/2),
Petr Lukáš (22/2),
Jan Nezmar (25/7),
Petr Papoušek (22/2),
Bohuslav Pilný (14/1),
Jan Polák (17/2),
Miroslav Slepička (23/1),
Samuel Slovák (6/3),
Jozef Valachovič (2/0),
Tomáš Zápotočný (4/0),
Martin Zbončák (15/4) –
trenéři Ladislav Škorpil a Josef Csaplár, asistenti Martin Hřídel a Josef Petřík

### FC Baník Ostrava
Jan Laštůvka (25/0/7),
Martin Raška (7/0/1) –
Aleš Besta (8/0),
Pavel Besta (22/0),
René Bolf (29/0),
David Bystroň (25/1),
Martin Čížek (25/2),
Peter Drozd (28/0),
Josef Dvorník (23/0),
Josef Hoffmann (8/0),
Rostislav Kiša (3/0),
Radoslav Látal (25/2),
Mario Lička (25/7),
Martin Lukeš (22/4),
Miroslav Matušovič (26/1),
Michal Papadopulos (12/1),
Zdeněk Pospěch (29/4),
Martin Prohászka (13/2),
Václav Svěrkoš (26/14),
Martin Sviták (10/0),
Adam Varadi (1/0),
Libor Žůrek (20/3) –
trenér Erich Cviertna (1.–25. kolo) a Pavel Vrba (26.–30. kolo), asistenti Pavol Michalík a Pavel Vrba

### FK Teplice
Tomáš Poštulka (28/0/10),
Radim Vlasák (2/0/1) –
Radek Divecký (15/1),
Michal Doležal (15/0),
Zdenko Frťala (2/0),
Petr Gabriel (10/0),
Damir Grlić (2/0),
Patrik Gross (15/0),
Pavel Holomek (9/0),
Pavel Horváth (25/2),
Tomáš Hunal (23/1),
Michal Kolomazník (23/5),
Tomáš Kukol (2/0),
Vladimír Leitner (24/0),
Roman Lengyel (30/0),
Karel Rada (26/2),
Miroslav Rada (1/0),
Jan Rezek (23/2),
Emil Rilke (8/1),
Martin Sigmund (2/0),
Jiří Skála (24/1),
Dušan Tesařík (26/4),
Pavel Verbíř (28/3),
) (28/2),
Luděk Zelenka (26/8) –
trenér František Cipro (1.–5. kolo) a František Straka (6.–30. kolo), asistenti František Straka (1.–6. kolo), Jan Poštulka a Svatopluk Habanec a (16.–30. kolo)

### FK Svit Zlín
Otakar Novák (3/0/1),
Branislav Rzeszoto (27/0/5) –
Peter Babnič (14/5),
Martin Bača (1/0),
Lubomír Blaha (12/1),
Bronislav Červenka (20/1),
Roman Dobeš (22/2),
Tomáš Dujka (4/0),
Michal Hlavňovský (12/1),
David Hubáček (23/0),
Vladimír Chalupa (11/0),
Tomáš Janda (15/2),
Tomáš Janíček (6/0),
Petr Klhůfek (17/2),
František Koubek (7/0),
Jiří Koubský (26/1),
Zdeněk Kroča (18/1),
Radim Krupník (12/1),
Edvard Lasota (29/4),
Josef Lukaštík (23/0),
Josef Mucha (27/2),
Michal Nehoda (5/1),
Petr Novosad (23/3),
Jaroslav Švach (26/4),
Tomáš Ulman (1/0),
Vlastimil Vidlička (26/1),
Petr Zemánek (21/2) –
trenér Vlastislav Mareček, asistenti Jiří Bartl a Pavel Hoftych

### 1. FC SYNOT
Petr Drobisz (28/0/7),
Miroslav Ondrůšek (2/0/0) –
Martin Abraham (29/1),
Václav Činčala (28/4),
Tomáš Gerich (6/0),
Csaba Horváth (5/0),
Michal Kadlec (3/0),
Rastislav Kostka (20/1),
Jiří Kowalík (28/16),
Radim Krupník (5/0),
Petr Lysáček (1/0),
Vladimír Malár (24/2),
Michal Meduna (28/3),
Tomáš Mica (13/0),
Pavel Němčický (27/0),
Rudolf Obal (1/0),
Jan Palinek (24/1),
Tomáš Polách (30/3),
Lukáš Rohovský (1/0),
Marek Seman (18/0),
Dalibor Slezák (11/0),
Petr Slončík (24/3),
David Šmahaj (1/0),
Veliče Šumulikoski (29/2),
Tomáš Vajda (15/1),
Roman Veselý (1/0),
Ondřej Voříšek (12/0) –
trenér Milan Bokša (1.–9. kolo) a Radek Rabušic (10.–30. kolo), asistenti Radek Rabušic (1.–9. kolo), Vladimír Michal (10.–30. kolo) a František Ondrůšek (16.–30. kolo)

### 1. FC Brno
Tomáš Belic (14/0/6),
Peter Brezovan (10/0/4),
Luboš Přibyl (7/0/1) –
Martin Abraham (29/2),
Marcel Cupák (2/0),
Libor Došek (25/10),
Roman Drga (23/0),
Lukáš Jiříkovský (2/0),
Martin Kotůlek (29/0),
Miloš Krško (15/0),
Patrik Křap (9/0),
Petr Křivánek (21/0),
Pavel Mezlík (7/0),
Petr Musil (28/3),
Tomáš Návrat (16/1),
Milan Pacanda (23/7),
Jan Polák (3/0),
Aleš Schuster (27/0),
Pavel Simr (2/0),
Milan Svoboda (23/1),
Pavel Šustr (25/5),
Zdeněk Valnoha (8/1),
Pavel Vojtíšek (9/0),
Marek Zúbek (23/1),
Martin Živný (25/3) –
trenér Karel Večeřa, asistenti Bohumil Smrček, Rostislav Horáček a Petr Maléř

### FC Marila Příbram
Jakub Kafka (3/0/0),
Radek Sňozík (27/0/10) –
Jiří Adamec (18/1),
Jiří Birhanzl (8/0),
Vladimír Čáp (12/0),
Radek Čížek (1/0),
René Formánek (21/2),
Luis Fabio Gomes (25/3),
Václav Janů (11/0),
Lukáš Jarolím (14/4),
Petr Jendruščák (2/0),
Radek Krejčík (2/0),
Marek Kulič (28/5),
Michal Macek (6/0),
Marcel Mácha (17/0),
Róbert Novák (22/2),
Rudolf Otepka (28/5),
Pavel Pergl (14/2),
Tomáš Peteřík (1/0),
Tomáš Randa (12/0),
Jan Riegel (17/0),
Jiří Rychlík (24/1),
Jaroslav Schindler (18/1),
Horst Siegl (28/6),
Vlastimil Svoboda (14/0),
Jiří Šíma (1/0),
Vítězslav Tuma (13/0),
Vít Turtenwald (15/1),
Pavel Zavadil (14/1) –
trenér Jiří Kotrba (1.–2. kolo) a Jozef Chovanec (3.–30. kolo), asistenti Robert Žák a František Kopač

### SK Sigma Olomouc
Martin Vaniak (30/0/11) –
Robert Caha (22/0),
Jaroslav Černý (22/1),
Martins Ekwueme (8/0),
Paschal Ekwueme (8/2),
Roman Hubník (16/0),
Martin Hudec (4/0),
Radoslav Kováč (28/2),
Radim Kučera (30/3),
Vadimas Petrenko (10/0),
Pavel Putík (16/0),
Tomáš Randa (11/0),
Ľubomír Reiter (28/5),
David Rojka (12/2),
David Rozehnal (27/0),
Patrik Siegl (28/4),
Michal Ševela (8/0),
Radek Špiláček (22/0),
Vítězslav Tuma (6/2),
Aleš Urbánek (25/5),
Stanislav Vlček (27/2),
Martin Vyskočil (6/1),
Pavel Zbožínek (21/0) –
trenér Bohumil Páník (1.–11. kolo), Jiří Kotrba (12.–15. kolo) a Petr Uličný (16.–30. kolo), asistenti Karel Trnečka a Augustin Chromý (1.–15. kolo)

### FK Jablonec 97
Tomáš Lovásik (28/0/7),
Gejza Pulen (2/0/0) –
Tomáš Čáp (20/0),
Adrián Guľa (20/0),
Ondřej Herzán (27/4),
Radek Hochmeister (14/1),
Jiří Homola (14/1),
Richard Hrotek (17/1),
Petr Jiroušek (2/1),
Michal Kordula (20/0),
Radim König (23/2),
Josef Laštovka (22/0),
Vladimír Majsniar (25/4),
Jiří Mašek (26/2),
Marek Matějovský (1/0),
Tomáš Michálek (21/3),
Jiří Novák (27/1),
Vladimír Pokorný (7/0),
David Střihavka (1/0),
Jiří Svojtka (22/0),
Zdeněk Šenkeřík (11/0),
Jiří Vít (20/1),
Miroslav Vodehnal (23/5),
Jozef Weber (26/3) –
trenér Vlastimil Palička, asistenti Jiří Fiala a Radim Straka

### SK České Budějovice
Patrik Kolář (8/0/1),
Miroslav Seman (22/0/2) –
Petr Bouchal (8/1),
Karel Doležal (8/0),
David Horejš (17/0),
Jaroslav Chlebek (28/6),
Pavel Jirousek (24/1),
Roman Jůn (29/1),
Tomáš Klinka (6/0),
Martin Konečný (28/0),
David Lafata (26/8),
Martin Latka (23/3),
Martin Leština (3/0),
Stanislav Marek (2/0),
Aleš Matoušek (17/1),
Miloslav Penner (28/0),
Jaromír Plocek (20/1),
Vladimír Pončák (14/0),
Jiří Povišer (12/0),
Stanislav Rožboud (6/0),
Lumír Sedláček (28/6),
Ivo Svoboda (24/2),
Karel Vácha (8/0),
Martin Vozábal (28/5) –
trenér Pavel Tobiáš, asistent Daniel Drahokoupil

### FK Chmel Blšany
Aleš Chvalovský (30/0/6),
Tomáš Obermajer (1/0/0) –
Jakub Bureš (30/4),
Radek Čížek (23/2),
Pavel Hašek (3/0),
Roman Hogen (10/0),
Martin Horáček (27/0),
František Koubek (1/0),
Lukáš Michal (6/0),
Jiří Němec (27/0),
Josef Němec (27/2),
Martin Pazdera (5/0),
Tomáš Pešír (14/5),
Lukáš Pleško (30/1),
David Sourada (20/2),
Jiří Sýkora (21/1),
Radek Šelicha (20/2),
Karel Tichota (29/0),
Miroslav Tóth (4/0),
Jan Velkoborský (12/1),
Jan Vorel (28/0),
Jan Žemlík (24/8) –
trenér Günter Bittengel, asistent Jiří Sedláček

### FC Bohemians Praha
Kamil Čontofalský (10/0/1),
Peter Holec (19/0/2),
David Šimon (2/0/1) –
Libor Baláž (21/3),
Aleš Bednář (14/4),
Karel Doležal (11/2),
Ivan Dvořák (22/0),
Lukáš Hartig (14/2),
Aleš Hošťálek (1/0),
Libor Janáček (26/0),
Karol Kisel (26/7),
Tomáš Klinka (3/1),
David Kotrys (1/0),
Zdeněk Koukal (14/0),
Luboš Kozel (10/0),
Pavel Kulig (7/1),
Michal Lesák (14/1),
Kamil Matuszny (3/0),
Marcel Melecký (21/1),
Josef Obajdin (10/0),
Miroslav Obermajer (26/2),
Michal Petrouš (12/0),
Michal Polodna (15/3),
Jan Rajnoch (14/2),
Tomáš Strnad (4/0),
Ondřej Szabo (17/1),
Zdeněk Šenkeřík (14/1),
Radek Šírl (11/1),
Ondřej Švejdík (4/0),
Martin Třasák (21/0),
Michal Valenta (2/0),
David Zoubek (14/1) –
trenér Vladimír Borovička (1.–4. kolo) a Dušan Uhrin ml. (5.–30. kolo), asistenti Dušan Uhrin ml. (1.–4. kolo), Antonín Panenka, Petr Kostelník (5.–30. kolo) a Daniel Korda (9.–30. kolo)

### SK Hradec Králové
Michal Čaloun (4/0/0),
Karel Podhajský (22/0/4),
Martin Svoboda (4/0/0) –
Tomáš Bouška (28/2),
David Breda (21/3),
Pavel Dapecí (1/0),
David Homoláč (2/0),
Roman Juračka (3/0),
David Kalousek (60/0),
Daniel Kaplan (3/0),
Filip Klapka (30/2),
Jan Kraus (14/3),
Pavel Krmaš (28/5),
David Kříž (16/0),
Pavel Kubeš (25/0),
Tomáš Kučera (13/0),
Michal Lesák (12/0),
Pavel Lukáš (22/1),
Fotis Maniatis (2/0),
Martin Merganc (2/0),
Jaroslav Moník (3/0),
Vítězslav Mooc (15/0),
Bohuslav Pilný (11/0),
Miroslav Poliaček (2/0),
Adrian Rolko (14/1),
Ladislav Šebek (9/0),
Michal Šmarda (15/0),
Michal Vaniš (22/2),
Miroslav Zemánek (30/2),
David Zoubek (14/1) –
trenér Petr Uličný (1.–15. kolo) a Leoš Kalvoda (16.–30. kolo), asistenti Martin Černík (1.–15. kolo) a Miloš Beznoska (16.–30. kolo)